# 許斐義信
許斐 義信（このみ よしのぶ、1944年 - ）は、日本の経営コンサルタント。

## 略歴
福岡県生まれ。
1967年慶應義塾大学工学部機械工学科卒業。三菱商事勤務を経て、1971年同大学院工学研究科管理工学専攻修士課程修了。1976年同博士課程満期退学。
1972年慶應義塾大学大学院経営管理研究科講師、1999年教授、2011年定年退職。

## 著書

### 単著
- 『素材産業 再生の総合戦略 ケーススタディー』（日本経済新聞社, 1983年）
- 『円高対応戦略 為替変動への耐震経営を探る』（日本能率協会, 1986年）
- 『トランスボーダー・カンパニー 日米欧三極時代の経営課題』（毎日コミュニケーションズ, 1991年）
- 『競争力強化の戦略』（PHP研究所, 2010年）

### 編著
- 『構造変革・成功の秘訣 世界最強企業は何を決断したのか』（日本放送出版協会, 2002年）
- 『ケースブック企業再生』（中央経済社, 2005年）
- 『ケースブック事業再生』（中央経済社, 2012年）

### 共編著
- （柴田典男）『講座ビジネスゲーム』全3巻 （中央経済社, 1977年）
- （柴田典男）『ビジネス・ゲーム 実践的経営学入門』（日本経済新聞社, 1981年）
- （土屋守章）『これからの日本的経営 危機をどう乗り超えるか』（日本放送出版協会, 1995年）
- （八木大介）『ベンチャー・キャピタル 小説形式のビジネス書』（マネジメント伸社, 1997年）
- （新宅純二郎, 柴田高）『デファクト・スタンダードの本質 技術覇権競争の新展開』（有斐閣, 2000年）
- （伊藤進, 川村正幸, 吉原省三）『金融法務辞典 第13版』（銀行研修社, 2007年）

## 論文
- <許斐義信